# Tyra Banks

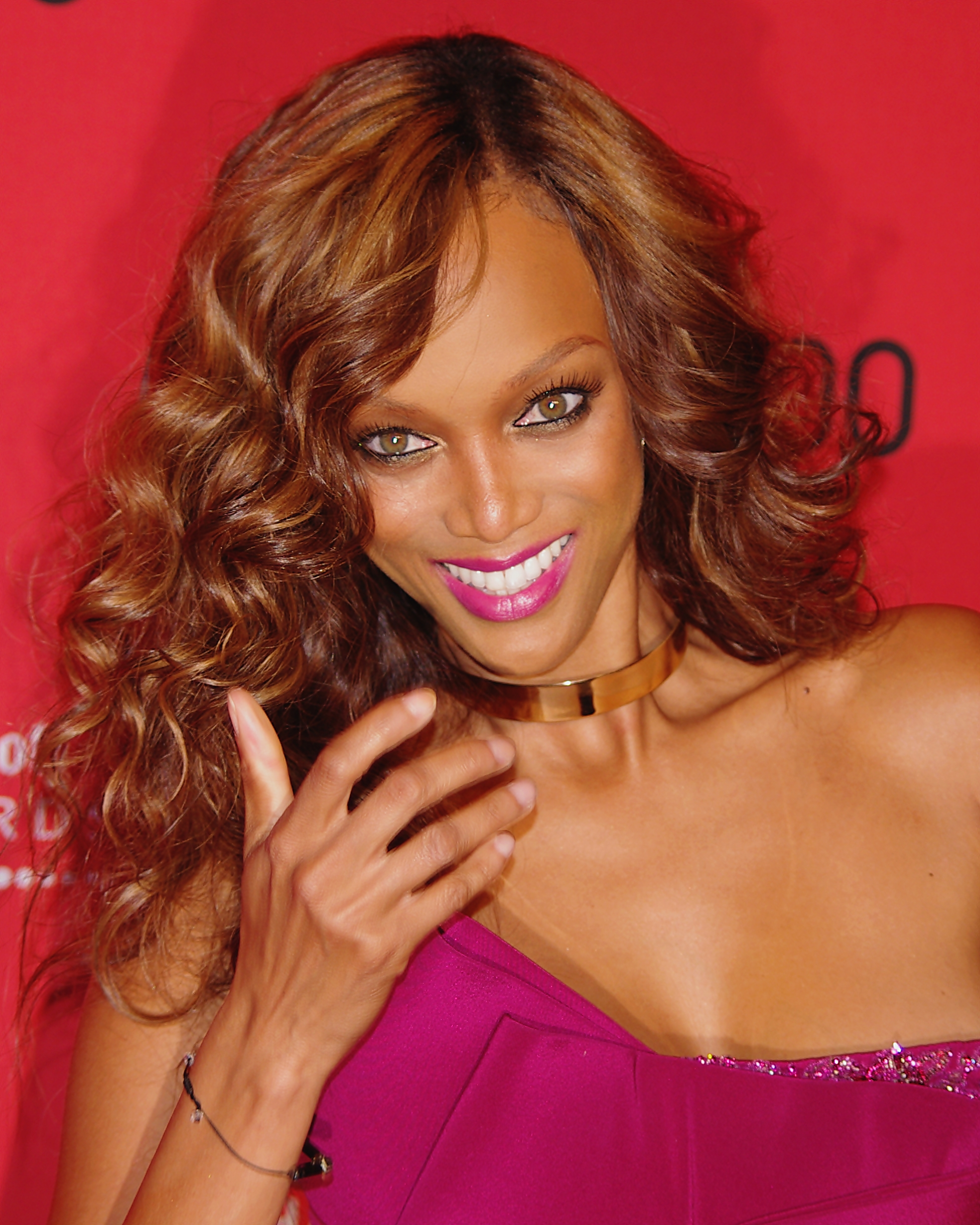
Tyra Banks (2012)

Tyra Lynne Banks (* 4. Dezember 1973 in Inglewood, Kalifornien) ist eine US-amerikanische Talkshowmoderatorin, Schauspielerin und ein ehemaliges Model.
Im Jahr 1997 gewann sie den Michael Award als bestes Supermodel des Jahres (Supermodel of the Year). Tyra Banks gehört zu den prominentesten Models der USA. Das People Magazine wählte sie 1994 und 1996 unter die „50 schönsten Menschen der Welt“.

## Leben
Als Kind besuchte sie die Immaculate Heart High School in Los Angeles, Kalifornien.
1991 wurde sie mit siebzehn Jahren von der Modelagentur Elite entdeckt. Sie brach die Schule ab und zog nach Paris.
Am 27. Januar 2016 wurden Banks und ihr Freund Erik Asla Eltern eines Sohnes, welcher von einer Leihmutter ausgetragen wurde.

## Modelkarriere

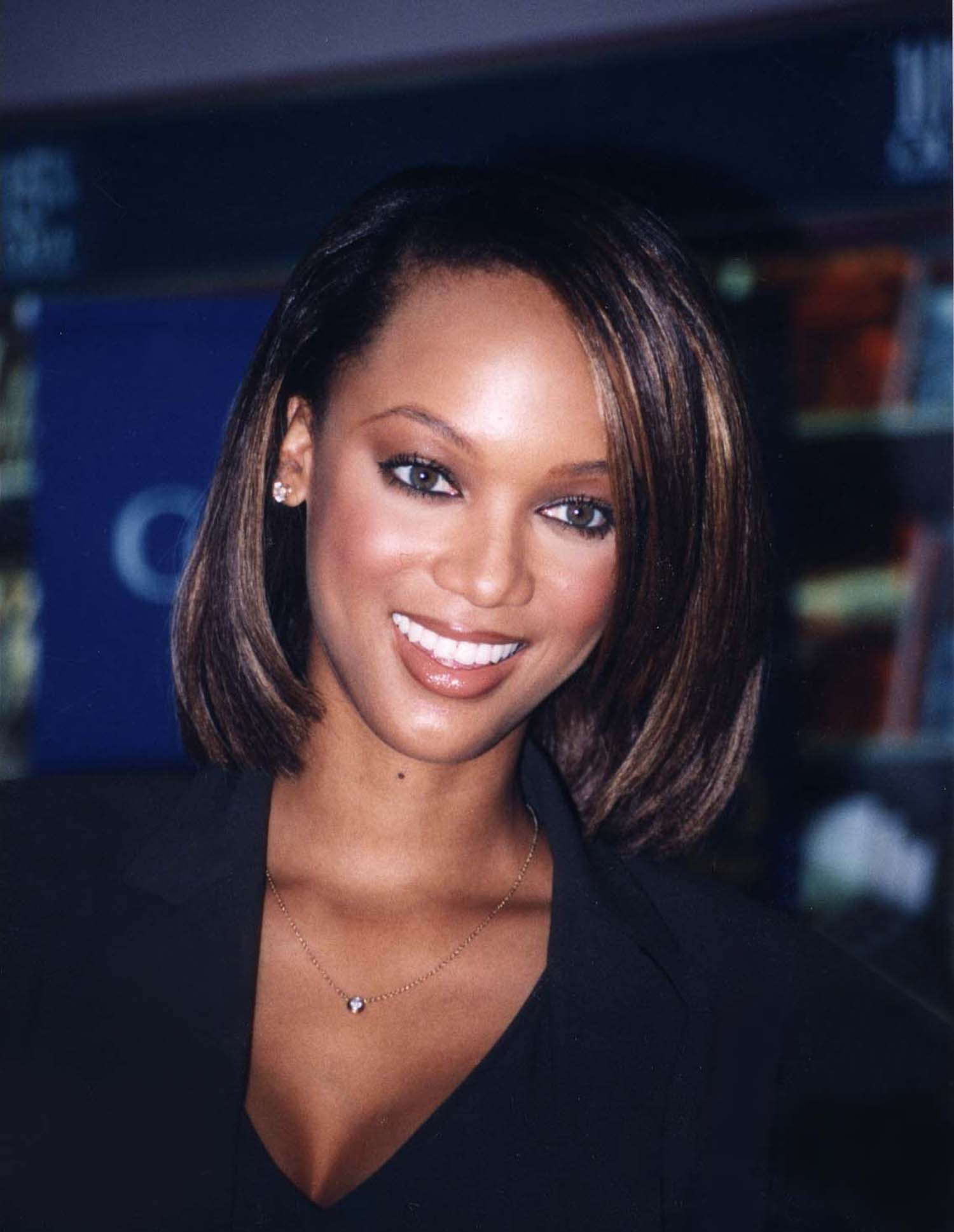
Tyra Banks (1995)

Bereits in den ersten Wochen des Aufenthalts in Paris wurden viele Designer auf Banks aufmerksam. Sie wurde für 25 Shows gebucht und hält somit den Rekord für Neueinsteiger. Tyra Banks arbeitete unter anderem bereits für die Größen wie Dior, Dolce & Gabbana und Tommy Hilfiger, aber bekannt ist sie vor allem als Victoria’s-Secret-Engel. Von den Gründern Victoria’s Secrets wurde sie sogar als das beste Model bezeichnet. Außerdem hatte Banks die Ehre, als erste Afroamerikanerin die Titelbilder von Sports Illustrated Swimsuit Issue und GQ zu zieren. 2005 zog sie sich aus dem Modelgeschäft zurück.

## Geschäftsfrau

### Bankable Productions
Vor ihrer Modelkarriere wurde Tyra Banks von fünf verschiedenen Colleges angenommen, um Film- und Fernsehproduktion zu studieren, doch sie entschied sich zunächst für eine Karriere auf dem Laufsteg. 2004 gründete sie ihre eigene Firma Bankable Productions. Das erste Projekt America’s Next Top Model ist sehr erfolgreich. 2014 wurde bereits die 21. Staffel ausgestrahlt. Banks ist sowohl Produzentin als auch Jurymitglied der Reality-TV-Show.
Banks versuchte sich auch als Sängerin und nahm den Song „Shake Ya Body“ auf, der von Rodney Jerkins produziert wurde. Das dazugehörige Musikvideo zeigt die letzten sechs Kandidatinnen der zweiten Staffel von America’s Next Top Model. Die Single wurde ein Flop und das geplante Debütalbum T.Y.R.A. wurde nie veröffentlicht.
Ihre eigene Talkshow The Tyra Banks Show lief seit 2005 täglich auf dem US-amerikanischen Fernsehsender The CW. Nach der zweiten Staffel zog die Crew der Show nach New York City, damit America’s Next Top Model und die Talkshow parallel gedreht werden können. Banks gewann für die Moderation ihrer Talkshow jeweils 2008 und 2009 den Emmy im Bereich Informative Daytime-Shows. Nach der 5. Staffel wurde die Talkshow aber beendet.

## Musikvideos
Tyra Banks wirkte in manchen Musikvideos mit, unter anderem in Michael Jacksons „Black or White“, wo sie als zweites Gesicht der Morphingsequenz zu sehen ist. Ebenso in George Michaels „Too Funky“, zusammen mit Supermodel Linda Evangelista, in Tina Turners „Love Thing“ und in Mobb Deeps „Trife Life“.

## Filmografie (Auswahl)

### Fernsehen
- 1992: Inferno (Fernsehfilm)
- 1993: Der Prinz von Bel-Air (The Fresh Prince of Bel-Air, 7 Episoden)
- 1997: New York Undercover (3 Episoden)
- 1999: All That (Episode 3x05)
- 1999: The Apartment Complex (Fernsehfilm)
- 2000: Zum Leben erweckt (Life-Size) (Fernsehfilm)
- 2009: Gossip Girl (Episode 3x04)
- 2013: Glee (Episode 5x06)
- 2016: Black-ish (2 Episoden)
- 2017–2018: America’s Got Talent
- 2018: Zum Leben erweckt 2 – Weihnachten mit Eve (Life-Size 2)

### Kinofilme
- 1995: Higher Learning – Die Rebellen (Higher Learning)
- 1997: A Woman Like That
- 1999: Liebe? Lieber nicht! (Love Stinks)
- 2000: Love & Basketball
- 2000: Coyote Ugly
- 2002: Halloween: Resurrection
- 2002: Eight Crazy Nights (Synchronstimme)
- 2004: Larceny
- 2007: Mr. Woodcock
- 2008: Tropic Thunder
- 2009: Hannah Montana – Der Film (Hannah Montana: The Movie)